# مداخلات پرستاری
مداخلات پرستاری (به انگلیسی: Nursing Interventions) به عنوان نگرش به فعالیت پرستاران در بخش برنامه‌ریزی فرآیندهای مراقبتی و مبتنی بر روش‌های تحقیق پرستاری می‌باشد.

## مداخله پرستاری نوزادان
توانایی‌های پرستار در انجام وظایف و مداخلات در پرستاری نوزادان، با تلفیق علوم پرستاری و مهارتهای وی به منظور مداخلات پرستاری تجلی می‌یابد. این مداخلات شامل ارزیابی کامل نوزاد، مراقبت‌های ایمن پرستاری، انجام دستورهای پزشکی به طور ماهرانه و درج صحیح و کامل این فرآیندها می‌باشد.